# 胪滨站
胪滨站是位于内蒙古自治区满洲里市泸滨村的一个铁路车站，有滨洲铁路经过该站。现车站及其上下行区间均已电气化，距离哈尔滨站927公里。车站隶属哈尔滨铁路局，办理客货运业务，是五等站。
车站建于1898年，车站建成后依照俄国的命名方式命名为“第一号小站”，也被称为“阿巴该图站”。1920年代中国收回路权后改为胪滨站并沿用至今。
2003年本站至满洲里站区间实施复线化，车站新增1条股道，同时新建长50米、宽4米的站台1座。2013年10月，本站由海拉尔车务段划转至满洲里直属站管辖:262。2014年车站建成通往满洲里木材交易市场、全长5.1千米的专用线。2016年滨洲铁路电气化改造后，车站设有2条正线、11条侧线（含货物线）。